# Microdon captum
Microdon captum är en tvåvingeart som beskrevs av Speiser 1913. Microdon captum ingår i släktet myrblomflugor, och familjen blomflugor. Inga underarter finns listade i Catalogue of Life.